# Recept (gasztronómia)

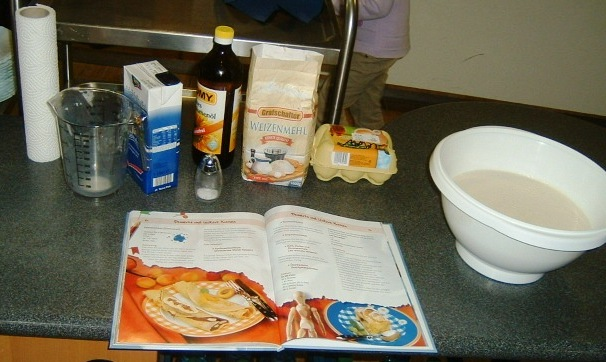
Szakácskönyv palacsinta receptjével és a hozzávalókkal

A recept szót  a gasztronómiában  konkrét ételek, italok elkészítésének és gyakran tálalásának a  részletes leírására/előírására használják. A recepteket egyedileg vagy gyűjteményekbe  (szakácskönyvekbe) foglalva publikálják. Manapság népszerűek a televíziók "főzős műsorai" is.

## A recept felépítése
Egy recept a két kötelező és esetleg egy további részből áll:
1. a hozzávalók felsorolása és adagolása
2. az étel/ital elkészítésének menete az előkészítéstől a befejezésig
3. előírások vagy tanácsok az  elkészített étel/ital tárolására, adagolására illetve tálalására.

## A recept stílusa
Bár a recept a konkrét étel elkészítésének menetét jellemzően kijelentő mód többes szám első személyben álló igékkel írja le (pl. meghámozzuk, felszeleteljük stb.) - ugyanakkor ezek felszólító módként, tehát kötelező érvénnyel értendők.
A recept alapvetően előírás-jellege abban is megnyilvánul, hogy kifejezetten hangsúlyozzák, ha bizonyos műveletek elvégzése illetve alapanyag használata tetszőleges.